# Cynopterus
Cynopterus ist eine Gattung der Kurznasenflughunde, welche in Südostasien vorkommen.

## Beschreibung
Arten der Gattung Cynopterus sind sehr unterschiedlich groß, mit einer Gewichtsspanne von 30 bis 100 g und einer Kopf-Rumpf-Länge von 70 bis 127 mm. Das Fell ist dicht und meist Olive-braun, wobei sich die Fellfarbe von Art zu Art unterscheidet.
Flughunde dieser Gattung haben auffallende, fast röhrenförmige Nasenlöcher, und die Oberlippe ist durch eine vertikale Furche geteilt.

## Lebensweise
Cynopterus-Arten findet man sowohl in dichten Wäldern als auch in eher offenen Gebieten bis zu einer Höhe von 1850 m ü. M. Cynopterus ist die einzige Gattung der Alten Welt, die dafür bekannt ist, dass sie ihre Hangplätze selber bauen. Dabei werden die Palmenblätter so angenagt, dass ein Hohlraum entsteht, in denen sie Schutz finden. Alternativ werden auch Höhlen, Minen und Häuser als Schlafplätze genutzt.
Manche Arten fliegen in einer Nacht auf der Suche nach Früchten bis zu 113 km weit. Das Nahrungsspektrum umfasst Palmfrüchte, Feigen, Bananen, Guave, Mangos sowie Blüten von Trompetenbaumgewächsen wie Oroxylum indicum. Die Tiere scheinen sich hauptsächlich vom Saft der Früchte zu ernähren, weniger vom Fruchtfleisch. Oft werden die Früchte gepflückt und an einem anderen Platz gefressen, was die Gattung zu einem wichtigen Samenverbreiter macht.

## Arten und Verbreitung
- Gemeiner Kurznasenflughund (Cynopterus brachyotis): Süden Indiens und Sri Lanka, Bangladesch und Vietnam entlang den Küstenregionen bis Malaysia, sowie Brunei. Wahrscheinlich ausgestorben auf Palawan.
- Horsfield-Kurznasenflughund (Cynopterus horsfieldii): Malaysia, Brunei und Indonesien, lokal in Thailand.
- Peters-Kurznasenflughund (Cynopterus luzoniensis): Auf den Philippinen und auf Sulawesi (Indonesien).
- Zwerg-Kurznasenflughund (Cynopterus minutus): Auf Borneo, Java, Sumatra und Sulawesi.
- Nusa-Tenggara-Kurznasenflughund (Cynopterus nusatenggara): Auf den kleinen Sundainseln.
- Indischer Kurznasenflughund oder Großer Kurznasenflughund (Cynopterus sphinx): Pakistan bis Indonesien.
- Indonesischer Kurznasenflughund (Cynopterus titthaecheilus): Auf Java und Sumatra, sowie in Osttimor.

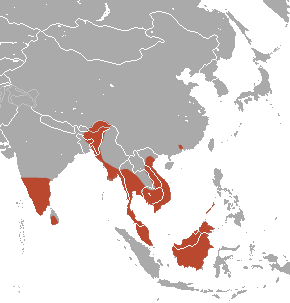
Verbreitungsgebiet von C. brachyotis
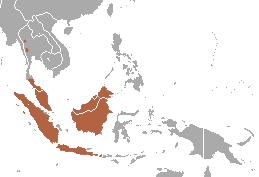
Verbreitungsgebiet von C. horsfieldii
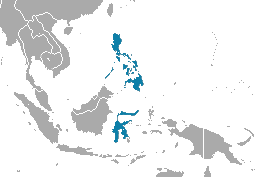
Verbreitungsgebiet von C. luzoniensis
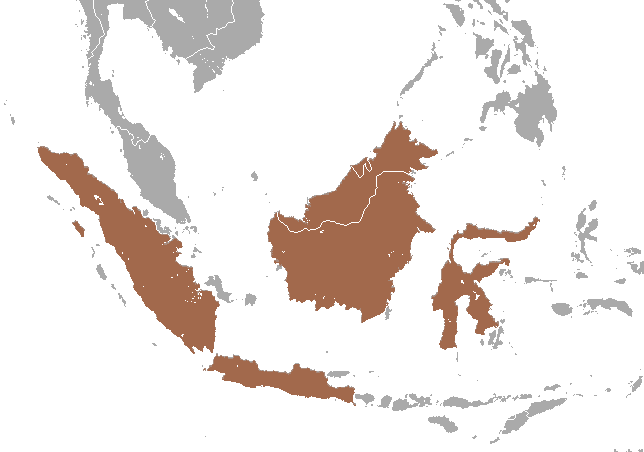
Verbreitungsgebiet von C. minutus
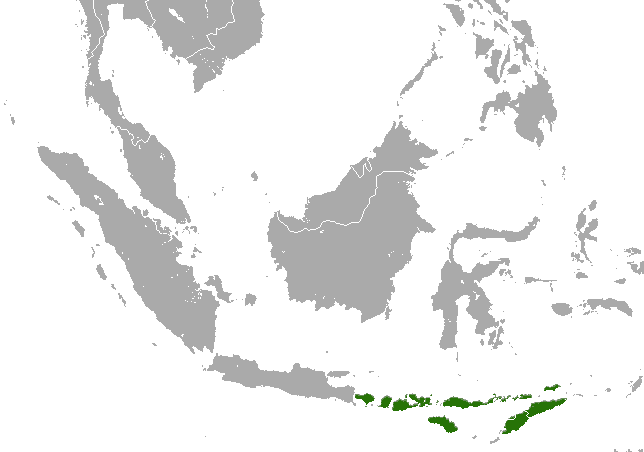
Verbreitungsgebiet von C. nusatenggara
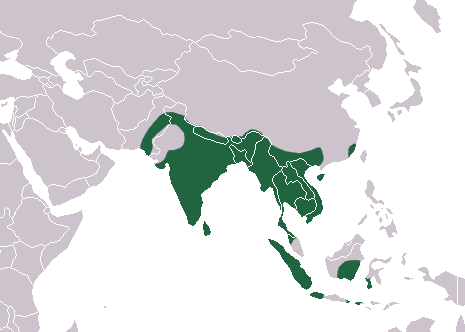
Verbreitungsgebiet des Indischen Kurznasenflughundes (Cynopterus sphinx)
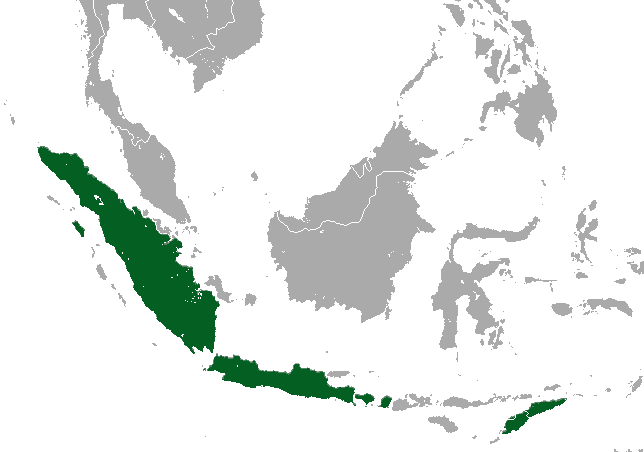
Verbreitungsgebiet von C. titthaecheilus

## Taxonomische Anmerkungen
Es besteht große Unsicherheit, inwiefern sich C. sphinx von C. brachyotis unterscheidet. Die früher als eigenständige Art betrachtete C. scherzeri wird je nach Quelle C. sphinx oder C. brachyotis zugerechnet. Neuste molekulare Methoden zeigen, dass C. sphinx von C. brachyotis eigenständige Arten sind, und dass dies auch für C. scherzeri der Fall sein könnte. Dieselbe Diskussion besteht für einige Unterarten von C. sphinx, welche alternativ bereits eigene Arten sein könnten oder aber C. brachyotis zugehören.
C. titthaecheilus wurde zeitweise als Unterart von C. sphinx angesehen, besitzt aber seit 1983 wieder den Artenstatus.

## Gefährdung durch den Menschen
Obwohl alle Arten der Gattung Cynopterus von der IUCN als ungefährdet eingestuft werden, befinden sich viele Populationen im Rückgang. Dies liegt sowohl an der Zerstörung des Lebensraumes, als auch durch die direkte Jagd auf die Tiere. Im Norden Thailands werden die Flughunde zu medizinischen Zwecken auf Märkten verkauft, und auch in Teilen Chinas gelten die Tiere als stärkend. Durch ihre Nahrungspräferenz gelten sie in vielen Teilen zudem als Schädlinge, da sie sich auch von Früchten in Plantagen ernähren.